# Owsica
Owsica, enterobioza (łac. enterobiosis, oxyuriasis) – inwazyjna choroba pasożytnicza spowodowana przez drobnego nicienia – owsika ludzkiego (Enterobius vermicularis).

## Etiologia

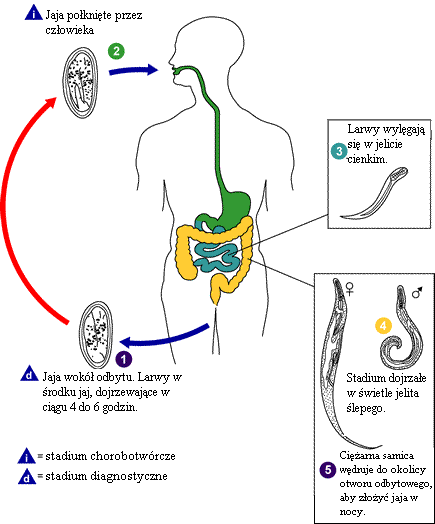
Cykl życiowy owsika ludzkiego.

Owsik dostaje się do organizmu człowieka przez połknięcie lub wdychanie jaj. Z jamy ustnej jajo przedostaje się do jelita grubego. Zarażenie może też występować na drodze retroinwazji (reinwazji) polegającej na aktywnym wnikaniu larw (krótko po złożeniu) przez odbytnicę do jelita grubego. Robaki dojrzewają po 2-4 tygodniach, a żyją do 2 miesięcy. Samica, która wędruje nocą, składa ok. 8000-12000 jaj w lepkiej wydzielinie w okolicy odbytu, a także w przypadku kobiet niekiedy w przedniej części pochwy. Jaja są składane poza organizmem człowieka, aby zapewnić odpowiednią
wilgotność oraz temperaturę 30-36 stopni Celsjusza.
Chorzy, dotykając palcami okolic krocza i bielizny osobistej, zbierają na swoje
ręce jajeczka; znajdują się one również w pościeli, co zagraża personelowi medycznemu. Jeżeli są przestrzegane zasady higieny, cykl życiowy nie zamknie się.
Owsica występuje powszechnie na całym świecie, częściej u dzieci w wieku przedszkolnym i wczesnoszkolnym, należy do najczęstszych chorób pasożytniczych w krajach uprzemysłowionych. W Polsce jest najczęstszym pasożytem u dzieci (zarażonych jest -16% dzieci 7-letnich).

## Objawy i przebieg
Około 1/3 zakażeń przebiega subklinicznie, w objawowych postaciach choroby najczęstszymi manifestacjami owsicy są: świąd odbytu, utrata łaknienia, niepokój i podniecenie (objawiające się zgrzytaniem zębów), czasem niedokrwistość. Przyczyną bólu jest wtórne zakażenie bakteryjne i martwica śluzówki odsłaniająca jej zakończenia nerwowe. Na skórze okołoodbytniczej i krocza można zaobserwować twory barwy szarobiałej (są to samice owsika ludzkiego). Możliwe są zakażenia ektopiczne, gdy pasożyty znajdą się w nietypowych miejscach przewodu pokarmowego – często zasiedlany jest wyrostek robaczkowy. Rzadko robaki dostają się do dróg moczowo-płciowych.
Do rzadkich przypadków należą powikłania: przewlekłe zapalenie jelita grubego, zapalenie wyrostka robaczkowego (to ostatnie prawdopodobne, ale nie udowodnione).

## Zapobieganie
Jednym ze sposobów profilaktyki jest przestrzeganie higieny osobistej i intymnej. Duże znaczenie ma pedantyczne przestrzeganie czystości. Należy regularnie zmieniać bieliznę oraz pościel, a także dokładnie podmywać się po wypróżnieniu. Wodą z mydłem zmywa się 90% jaj złożonych w ciągu nocy. Codzienne sprzątanie mieszkania (usuwanie kurzu), codzienna zmiana bielizny osobistej i pościelowej oraz ręczników (należy je prać w gorącej wodzie i prasować gorącym żelazkiem), krótkie przycinanie paznokci, codziennie poranny prysznic lub kąpiel (usuwa większość jaj ze skóry) to najlepsze metody profilaktyki owsicy.

## Leczenie
Leczenie stosuje się w postaciach objawowych infestacji i polega na podaniu jednorazowej dawki mebendazolu (200 mg p.o.), albendazolu (200 mg p.o.) lub pyrantelu (10 mg/ kg masy ciała p.o.). Kurację pyrantelem powtarza się po 2 tygodniach, albendazolem i mebendazolem po miesiącu. Mebendazolu i albendazolu nie podaje się kobietom w ciąży i dzieciom do 2. roku życia. Niemowlętom nie podaje się leków przeciwpasożytniczych, ale leczy się współdomowników. Znaczenie mają również zabiegi higieniczne i dieta polegająca na ograniczeniu węglowodanów i przyjmowaniu dużej ilości błonnika.